# Dayere Zangi
Pour plus de détails, voir Fiche technique et Distribution.
Dayere Zangi ou Dayereh-e zangi (en persan : دایره زنگی) est un film iranien réalisé en 2008 par Parisa Bakhtavar sur un scénario de son mari, le réalisateur et scénariste Asghar Farhadi. Le film est sorti en Iran durant les congés de Norouz et a battu le record des ventes.

## Synopsis
La jeune Shirine (Baran Kosari) a seulement deux jours pour réunir 3 000 000 rials pour faire réparer la voiture de son père qui a été endommagée dans un accident de la route lorsqu'elle était au volant sans l'en avoir averti. Elle demande l'aide d'un jeune ami naïf, Mohammad (Saber Abar), qui lui donne un coup de main pour réunir cet argent en entrant dans un immeuble d'appartements pour installer des systèmes de réception satellite dans diverses résidences. Le couple rencontrera plusieurs personnages de la classe moyenne iranienne, pendant que Shirin devra trouver les moyens pour résoudre ses problèmes.

## Fiche technique
- Titre : Dayere Zangi
- Réalisateur : Parisa Bakhtavar
- Producteur : Jamal Sadatian
- Scénariste : Asghar Farhadi
- Éditeur : Hayede Safiyari
- Musique : Amir Tavassoli
- Distributeur : Boshra Film
- Année de sortie : 2008
- Durée : 110 minutes
- Pays : Iran

## Distribution
- Baran Kosari
- Saber Abar : Mohammad
- Mehran Modiri
- Mohammad Reza Sharifinia
- Amin Hayai
- Bahareh Rahnama
- Omid Rohani
- Gohar Kheirandish
- Nima Shahrokhshahi
- Niloofar Khoshkholgh
- Negar Foroozande
- Akram Mohammadi
- Amir Noori
- Mehdi Pakdel